# Stephen Wiltshire
Stephen Wiltshire, né le 24 avril 1974 à Londres, est un artiste britannique.
Autiste doté d'une mémoire eidétique (syndrome du savant), il est connu pour sa capacité à dessiner un paysage dans les moindres détails après l'avoir vu pendant peu de temps, ce qui lui a valu le surnom d'« homme caméra ».

## Biographie

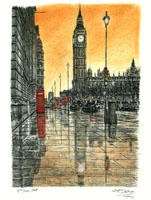
Big Ben sous la pluie.

Diagnostiqué autiste à l'âge de 3 ans, il ne commence à parler qu'à 9 ans. Ses premiers mots auraient été papier et stylo.
Il étudie l'art à la City and Guilds of London Art School (en).
Il a été le patient du neurologue Oliver Sacks qui lui a consacré une des sept études de son livre Un anthropologue sur Mars.
En 2013, il reconstitue le panorama depuis le sommet de la plus haute tour de Londres, The Shard. Pour un documentaire sur le cerveau (Arte), en cinq jours, il dessine de mémoire un panorama de New York, ville qu'il a survolée seulement une heure. Une copie agrandie de ce panorama orne le hall du terminal 1 de l'aéroport international de New York - John-F.-Kennedy.
Le 14 juillet 2018, il reçoit le prix HollyRod Champion lors du gala DesignCare, remis par HollyRod Foundation.

## Recueils
- Drawings (1987)
- Cities (1991)
- Floating cities (1991)
- American Dream (1993)